# Pat Harrison
Pat Harrison (Crystal Springs, 1881. augusztus 29. – Washington, 1941. június 22.) az Amerikai Egyesült Államok szenátora (Mississippi, 1919–1941).